# Koniusza (gmina)
Pour les articles homonymes, voir Koniusza.
Koniusza est une gmina rurale du powiat de Proszowice, Petite-Pologne, dans le sud de la Pologne. Son siège est le village de Koniusza, qui se situe environ 5 km à l'ouest de Proszowice et 27 km au nord-est de la capitale régionale Cracovie.
La gmina couvre une superficie de 88,5 km2 pour une population de 8 663 habitants.

## Géographie
La gmina inclut les villages de Biórków Mały, Biórków Wielki, Chorążyce, Czernichów, Dalewice, Glew, Glewiec, Gnatowice, Górka Jaklińska, Karwin, Koniusza, Łyszkowice, Muniaczkowice, Niegardów, Niegardów-Kolonia, Piotrkowice Małe, Piotrkowice Wielkie, Polekarcice, Posądza, Przesławice, Rzędowice, Siedliska, Szarbia, Wąsów, Wierzbno, Wroniec, Wronin et Zielona.
La gmina borde les gminy de Igołomia-Wawrzeńczyce, Kocmyrzów-Luborzyca, Proszowice, Radziemice et Słomniki.